# Ziminiar
En demonología, Ziminiar (o también denominado Zymymar) es uno de los cuatro reyes demoníacos principales, que tiene el poder sobre los setenta y dos demonios supuestamente encerrados por el Rey Salomón, de acuerdo a lo que describe el grimorio La Llave Menor de Salomón.
Este grimorio establece que ninguno de los cuatro reyes deben ser conjurados excepto en extraordinarias ocasiones. Los otros reyes son Amaimón, Corson y Gaap (aunque otras traducciones del documento consideran a Belial, Beleth, Asmodai y Gaap, sin dar detalles de qué punto cardinal gobierna).
Es el rey del norte de acuerdo a La llave Menor del Rey Salomón y al tratado de demonología llamado Pseudomonarchia daemonum.